# Pěnodějka obecná
Pěnodějka obecná (Philaenus spumarius) je druh křísů.

## Popis
Obrys těla má tvar širokého oválu. Zbarvení střechovitých křídel je hnědé se světlou kresbou, která je značně variabilní. Je velká 5–8 mm. Tento drobný hmyz dokáže vyskočit až kolem 70 cm vysoko.

## Výskyt
Vyskytuje se na celém území Evropy, hojně obývá vlhké louky, okraje cest a světlé lesy. V Česku tvoří jádro jejího výskytu Jižní Morava. Vyskytuje se také na jihu Čech a v Krkonoších. Její nálezy pocházejí také ze Středních Čech, Orlických hor či Beskyd.

## Potrava
Živí se sáním rostlinných šťáv. Z přebytku šťáv a výměšků tvoří larvy pěnový obal, který se lidově nazývá „kukaččí sliny“. Dospělci tento obal netvoří.

## Hospodářský význam
Pomocí sání vytváří na rostlinách znetvořeniny a zpomaluje jejich růst. Byly zaznamenány škody na hospodářských plodinách (např. na cukrovce).